# Neuville Saint Denis
Neuville Saint Denis è un comune francese di 657 abitanti situato nel dipartimento dell'Eure-et-Loir nella regione del Centro. È stato istituito il 1º gennaio 2025 dalla fusione dei precedenti comuni di Barmainville, Neuvy-en-Beauce e Rouvray-Saint-Denis.